# Nieukończona podróż
Nieukończona podróż (ang. The Unfinished Journey) – krótkometrażowy film dokumentalny z 1999 roku w reżyserii Stevena Spielberga.

## Fabuła
W związku ze zbliżającym się Nowym Rokiem i przejściem w nowe milenium reżyser kręci dokument, w którym przedstawia historię Stanów Zjednoczonych, jednocześnie ukazując współczesne życie swoich rodaków.

## Obsada
- Ossie Davis – głos
- Sam Waterston – głos
- Ruby Dee – głos
- Maya Angelou – we własnej osobie
- Bill Clinton – głos
- Edward James Olmos – głos (narrator)